# Lista de pinturas de Rodolfo Amoedo
Esta é uma lista de pinturas de Rodolfo Amoedo, um artista brasileiro nascido em Salvador em 1857 e falecido no Rio de Janeiro em 1941. Ele estudou na Academia Imperial de Belas Artes (AIBA), na Académie Julian e na Escola Nacional Superior de Belas Artes de Paris. Nesta teve como mestres Alexandre Cabanel e Pierre Puvis de Chavannes. À primeira escola retornou como professor honorário de pintura histórica e lá teve como alunos Candido Portinari e Eugênio Latour.

## Lista de pinturas
| Imagem | Título                                                                   | Data           | Material                  | Coleção                                | Versão audível |
| ------ | ------------------------------------------------------------------------ | -------------- | ------------------------- | -------------------------------------- | -------------- |
|        | Rosa e flores em copo de água                                            | 1896           | tinta a óleo tela         | No/unknown value                       |                |
|        | Retrato de D. Pedro II                                                   |                |                           | No/unknown value                       |                |
|        | Paisagem com mar                                                         | 1880           | tinta a óleo              | No/unknown value                       |                |
|        | Devoção                                                                  |                |                           | No/unknown value                       |                |
|        | Retrato da Princesa Isabel                                               |                |                           | No/unknown value                       |                |
|        | Retrato de Gonzaga Duque                                                 | 1888           | tinta a óleo tela         | No/unknown value                       |                |
|        | Retrato de Henrique Pousão                                               | 1881           |                           | No/unknown value                       |                |
|        | Auto-retrato                                                             | século XX      | madeira tinta a óleo tela | Coleção Museu Histórico Nacional       |                |
|        | (Cachorro morto)                                                         | 1916           | tinta a óleo tela         | Coleção Museu Histórico Nacional       |                |
|        | Cena historica do fim do seculo xv                                       | século XIX     | tinta a óleo tela         | Coleção Museu Histórico Nacional       |                |
|        | (Cachorro dormindo)                                                      |                | madeira tinta a óleo      | Coleção Museu Histórico Nacional       |                |
|        | Mulher (5)                                                               |                | madeira tinta a óleo      | Coleção Museu Histórico Nacional       |                |
|        | Ciclo do Ouro                                                            | década de 1920 | tinta a óleo tela         | Coleção Museu Paulista                 |                |
|        | Estudo para Os Bandeirantes de Juiz de Fora                              | 1920           |                           | Coleção Museu Paulista                 |                |
|        | Pequeno pastor                                                           | 1883           |                           | Coleção de Arte da Cidade de São Paulo |                |
|        | A fundação da cidade do Rio de Janeiro                                   | 1923           | tela                      | Câmara Municipal do Rio de Janeiro     |                |
|        | Recostada                                                                | 1880           | tela                      | Museu Dom João VI                      |                |
|        | Tronco masculino                                                         | 1880           | tela                      | Museu Dom João VI                      |                |
|        | O sacrifício de Abel                                                     | 1878           | tela tinta a óleo         | Museu Dom João VI                      |                |
|        | Nu de menino sentado                                                     | 1881           |                           | Museu Dom João VI                      |                |
|        | Nu masculino sentado                                                     | 1881           |                           | Museu Dom João VI                      |                |
|        | Juliette                                                                 | 1914           | tinta a óleo              | Museu Mariano Procópio                 |                |
|        | Bandeirante                                                              | 1929           | tela                      | Museu Mariano Procópio                 |                |
|        | Recordação                                                               | 1900           | guache papel              | Museu Mariano Procópio                 |                |
|        | O Último Tamoio                                                          | 1883           | tinta a óleo tela         | Museu Nacional de Belas Artes          |                |
|        | Marabá                                                                   | 1882           | tinta a óleo tela         | Museu Nacional de Belas Artes          |                |
|        | Más Notícias                                                             | 1895           | tinta a óleo tela         | Museu Nacional de Belas Artes          |                |
|        | Busto de Adelaide Amoedo                                                 | 1892           | tinta a óleo painel       | Museu Nacional de Belas Artes          |                |
|        | A narração de Filectas                                                   | 1887           | tinta a óleo tela         | Museu Nacional de Belas Artes          |                |
|        | A Partida de Jacó                                                        | 1884           | tinta a óleo tela         | Museu Nacional de Belas Artes          |                |
|        | Amuada                                                                   | 1882           | tinta a óleo tela         | Museu Nacional de Belas Artes          |                |
|        | Ateliê do Artista em Paris                                               | 1883           | aquarela madeira          | Museu Nacional de Belas Artes          |                |
|        | Auto-Retrato                                                             | 1921           | têmpera papel             | Museu Nacional de Belas Artes          |                |
|        | Cena de Café                                                             |                | aquarela                  | Museu Nacional de Belas Artes          |                |
|        | Cristo no Monte das Oliveiras                                            | 1917           | tinta a óleo tela         | Museu Nacional de Belas Artes          |                |
|        | Desdêmona                                                                | 1892           | tinta a óleo tela         | Museu Nacional de Belas Artes          |                |
|        | Dorso de mulher                                                          | 1881           | tinta a óleo tela         | Museu Nacional de Belas Artes          |                |
|        | Estudo de Mulher                                                         | 1884           | tinta a óleo tela         | Museu Nacional de Belas Artes          |                |
|        | Estudo de Mulher em 1904                                                 | 1904           | tinta a óleo tela         | Museu Nacional de Belas Artes          |                |
|        | Jesus em Cafarnaum                                                       | 1887           | tinta a óleo tela         | Museu Nacional de Belas Artes          |                |
|        | Estudo decorativo com Retrato do Marechal Floriano                       |                | aquarela papel            | Museu Nacional de Belas Artes          |                |
|        | Estudo para Painel Decorativo do Instituto Nacional de Música            | 1906           | aquarela                  | Museu Nacional de Belas Artes          |                |
|        | Menino com barco                                                         |                | pastel tela               | Museu Nacional de Belas Artes          |                |
|        | Menino com tambor                                                        |                | pastel tela               | Museu Nacional de Belas Artes          |                |
|        | Moema                                                                    |                | papel guache              | Museu Nacional de Belas Artes          |                |
|        | Retrato da cunhada do artista, irmã de Adelaide Amoedo                   | 1892           | tela                      | Museu Nacional de Belas Artes          |                |
|        | Retrato de Jovem - Estudo de Cabeça                                      |                | tela                      | Museu Nacional de Belas Artes          |                |
|        | Retrato de João Timóteo da Costa                                         | 1908           | tela                      | Museu Nacional de Belas Artes          |                |
|        | Retrato de senhora, désabille amarelo, laço roxo                         | 1892           | tela                      | Museu Nacional de Belas Artes          |                |
|        | Retrato do pintor Décio Vilares                                          | 1882           | tela                      | Museu Nacional de Belas Artes          |                |
|        | Retrato do pintor Jean-Baptiste Debret                                   |                | tela                      | Museu Nacional de Belas Artes          |                |
|        | Morte de Atala                                                           | 1883           | tinta a óleo tela         | Museu Nacional de Belas Artes          |                |
|        | Natureza morta (aquarela)                                                |                | aquarela goma arábica     | Museu Nacional de Belas Artes          |                |
|        | Estudo de capa para a revista Kosmos                                     | 1905           |                           | Museu Nacional de Belas Artes          |                |
|        | Estudo de figura feminina sentada em cadeira de balanço                  |                | aquarela papel            | Museu Nacional de Belas Artes          |                |
|        | Estudo decorativo                                                        | 1884           | aquarela papel            | Museu Nacional de Belas Artes          |                |
|        | Estudo para Diploma da Exposição Geral da Escola Nacional de Belas Artes | 1927           |                           | Museu Nacional de Belas Artes          |                |
|        | Figura feminina                                                          |                |                           | Museu Nacional de Belas Artes          |                |
|        | Retrato de Artista                                                       |                |                           | Museu Nacional de Belas Artes          |                |
|        | Retrato de Senhora                                                       | 1905           |                           | Museu Nacional de Belas Artes          |                |
|        | Marabá                                                                   | 1882           | tinta a óleo tela         | Museu Nacional de Belas Artes          |                |
|        | Retrato de menino                                                        | 1886           | tela                      | Museu de Arte Assis Chateaubriand      |                |
|        | Natureza morta (óleo sobre tela)                                         |                | tela                      | Museu de Arte da Bahia                 |                |
|        | Beduíno                                                                  | 1920           | tinta a óleo tela         | Museu de Arte de São Paulo             |                |
|        | Retrato do presidente Afonso Pena                                        | 1908           | tela tinta a óleo         | Palácio do Catete                      |                |
|        | Jesus Cristo em Cafarnaum (estudo)                                       | 1885           | tinta a óleo tela         | Q59247460 Pinacoteca de São Paulo      |                |
|        | Rotunda Danças Modernas - Dança espanhola                                | 1900           | carbonato de cálcio       | Teatro Municipal do Rio de Janeiro     |                |
|        | Rotunda Danças Modernas - Dança francesa                                 | 1900           | carbonato de cálcio       | Teatro Municipal do Rio de Janeiro     |                |
|        | Rotunda Danças Modernas - Dança                                          | 1900           | carbonato de cálcio       | Teatro Municipal do Rio de Janeiro     |                |
|        | Rotunda Danças Modernas - Afresco                                        | 1900           | carbonato de cálcio       | Teatro Municipal do Rio de Janeiro     |                |
|        | Rotunda Danças Antigas - Afresco                                         | 1900           | carbonato de cálcio       | Teatro Municipal do Rio de Janeiro     |                |
|        | Rotunda Danças Antigas - Dança Romana                                    | 1900           | carbonato de cálcio       | Teatro Municipal do Rio de Janeiro     |                |
|        | Rotunda Danças Antigas - Dança Grega                                     | 1900           | carbonato de cálcio       | Teatro Municipal do Rio de Janeiro     |                |
|        | Rotunda Danças Antigas - Dança Egípcia                                   | 1900           | carbonato de cálcio       | Teatro Municipal do Rio de Janeiro     |                |

∑ 74 items.